# أحلام ماريان
أحلام ماريان هي رواية خيالية للأطفال من تأليف كاثيرين ستور، مع رسومات لـمارجوري آن واتس، ونشرتها فابر آند فابر عام 1958. ثم صدرت نسخة ورقية منفتحه عن بوفيـن بوكس عام 1964، وسُجلت في مكتبة الكونغرس.

## ملخص الرواية
ماريان فتاة صغيرة طريحة الفراش بسبب مرض طويل الأمد. ترسم صورة لتمضية الوقت، لتكتشف لاحقاً أنها تعيش أحلامها داخل الصورة التي رسمتها. ومع مرور الوقت وتدهور حالتها الصحية، تبدأ بقضاء وقت أطول داخل عالمها الخيالي، الا أن محاولاتها لتحسين الوضع من خلال إضافة أو شطب أشياء من الرسم تجعل الأمور تسوء أكثر فأكثر. رفيقها الوحيد في هذا العالم الخيالي هو فتى يُدعى مارك، وهو أيضاً مريض منذ فترة طويلة في الواقع.

## تتمة الرواية
ألفت كاثرين ستور لاحقاً رواية بعنوان ماريان و مارك، والتي جاءت بمثابة تتمة لرواية أحلام ماريان
رواية ماريان ومارك التي كتبتها كاثرين ستور لاحقًا كانت تتمة لرواية أحلام ماريان.

## اقتباسات
استُخدمت رواية أحلام ماريان كأساس لعدة اقتباسات سينمائية وتلفزيونية وإذاعية، منها مسلسل بريطاني للأطفال عُرض عام 1972 علي قناة اي تي في وكان وفيا حوليها، الأ أنه تضمن تغييرات في الحبكه. كما قامت المؤلفة بكتابة نص أوبرا ليبريتو مقتبس من الرواية عام 1999، وأُقيم أول عرض لها عام 2004 بموسيقى من تأليف الملحن البريطاني أندرو لوي واتسون وفي ديسمبر 2007، ويل تاكيت أُخرج اقتباس مسرحي جديد على خشبة مسرح ألميدا.